# 新立镇站
新立镇站，位于中华人民共和国吉林省长春市榆树市新立镇，是陶舒铁路上的火车站，建于2009年，由沈阳铁路局管辖。

## 車站周邊
- 榆树市新立镇中学校
- 榆树市新立高级中学校
- 新立客运站

## 歷史
- 建于2009年。

## 外部連結
- 中国铁路客户服务中心 （页面存档备份，存于）